# Anne Veski
Anne Veski (Rapla, 27 febbraio 1956) è una cantante estone, già sovietica.

## Discografia
- 1983 – Anne Veski – Ansambel "Muusik-Seif"
- 1985 – Ja obeščaju vam sady
- 1986 – Sind aeda viia tõotan ma
- 1988 – Tänan! Gratitude! Ja vas blagodarju!
- 1995 – Pihtimus
- 1996 – Tunnel' pod La-Manšem
- 2000 – Armukarneval
- 2000 – Diiva
- 2002 – Ne grusti, čelovek
- 2003 – Lootus
- 2004 – Ni o čёm ne žalejte
- 2006 – Ja ne takaja...
- 2009 – Ingleid ei...
- 2010 – Kõike juhtub
- 2011 – Sünnipäev kahele
- 2011 – Spasibo tebe
- 2013 – Kallis, kuula
- 2016 – Võta minu laul
- 2018 – Veereb, aeg nii veereb

## Onorificenze
- 1984 – Artista onorato della Repubblica Socialista Sovietica Estone[1]
- 2006 – Ordine della Stella bianca (V classe)[2]
- 2011 – Ordine dell'Amicizia[3]